# 한국온라인편집기자협회
한국온라인편집기자협회는 사단법인으로 대한민국 신문사, 신문사닷컴, 방송사, 인터넷신문 등 언론사 온라인뉴스룸 혹은 온라인뉴스파트에서 종사하는 현직 편집기자의 직능 단체다.

## 창립
한국온라인편집기자협회는 2011년 발족에 앞서 인터넷뉴스편집자협회(인편협)를 모태로 두고 있다. 2009년 12월 15일 발족한 인편협은 조선닷컴, 조인스닷컴같은 이른바 언론사닷컴 뉴스편집팀 편집기자들로 구성돼 있고 정체성 확립과 전문성 고양을 목적으로 꾸려졌다.  출범 당시 언론의 낚시형 기사 논란에 대한 자성과 비판도 출범의 한 배경이 되기도 했다. 2011년 4월 27일 인편협을 사단법인 한국온라인편집기자협회로 전환했다.

## 창립선언문
온라인저널리즘이 태동한지 10여년이 지났지만 현실은 척박합니다. 편집기자들은 ‘트래픽 경쟁’에 내몰고 있습니다. 팔딱팔딱 생동감 있는 제목을 달기 위해 머리 쥐어뜯던 노력도 시들해지고, 의제 선정 기능도 어느새 뒷전입니다. 온라인저널리즘의 복원이 필요한 이유입니다. 이러한 현실에 문제의식을 느낀 젊은 편집기자들이 모여 온편협의 전신인 인터넷뉴스편집자협회가 2009년 12월 15일 발족했습니다.
하지만 임의단체라는 형식상의 제약으로 활동하는 데 한계가 있었습니다. 물론 2010년 10월 중앙일보와 본회는 ‘융합미디어 컨텐트 생산을 위한 저널리스트 연수’를 언론진흥재단의 지원으로 공동주최했습니다. 이에 본회는 온라인편집기자협회로 협회명을 바꾸고 사단법인으로 전환하여 2011년 6월 1일자로 활동을 시작했습니다.
온라인편집기자는 인터넷 이슈 생산의 최선전에 있습니다. 수많은 기사를 골라내고 제목을 가공해서 모니터에 진열하기 때문입니다. 온라인편집기자의 손을 거친 기사는 파급 속도와 파괴력이 초단위로 증폭됩니다.
네티즌들이 편집기자처럼 언론사홈피에서 제공하는 모든 기사를 읽어야 한다면 끔찍한 일입니다. 맥을 짚어주는 편집으로 수고를 덜어줘야 합니다. 기사를 읽다 우왕좌왕하지 않게 표지판처럼 친절한 제목, 성역없이 비판의 날을 세워 속을 후련하게 만드는 제목, 입에 착착 달라붙는 위트 넘치는 제목을 제공하는 것이 편집기자의 역할입니다. 그것도 리얼타임으로 말입니다.
본회는 회원들의 자질향상을 위한 교육프로그램을 최우선적으로 추진할 것입니다. ‘온라인편집 규칙’, ‘온라인편집기자 윤리강령’ 등을 공표하여 언론사닷컴 편집기자들 뿐만 아니라 인터넷매체 편집기자들의 방향타가 되겠습니다.
본회는 2011년을 온라인저널리즘 희망찾기 원년으로 삼고 더딘 발걸음이지만 묵묵히 전진할 것입니다. 감사합니다.

## 협회보창간사
클릭저널리즘을 뛰어넘자!
온라인편집기자는 인터넷 이슈를 생산합니다. 우리의 손을 거친 기사는 파급 속도와 파괴력이 초단위로 증폭됩니다. 신문 1면 톱기사라고 해서 언론사닷컴의 톱으로 직행하지는 않습니다.온라인의 특성을 고려해야 하기 때문입니다. 우리는 온.오프를 아우르면서 운영의 묘를 살려 저널리즘의 한 축을 담당해왔습니다.
그러나 온라인저널리즘이 언제부터인가 샛길로 빠져 미로를 헤메고 있습니다. 취재, 기사 배치, 이슈 선정, 제목 달기 등 온라인저널리즘의 모든 영역에서 ‘기사의 클릭수 ’가 편집기자의 ‘머리 꼭대기에 앉아 있습니다. ‘내가 올린 기사의 클릭수가 얼마나 나올까’하는 염려 때문에 편집기자는 항상 마음을 졸이게 됩니다. 아무리 중요한 기사라도 클릭수 보장이 안 되면 모니터에서 사라져버리는 현실. 온라인저널리즘이 실종된 자리를 차지하고 있는 ‘클릭저널리즘’입니다. 1분간 클릭 수의 추이로 기사의 가치가 결정되는 ‘1분저널리즘’이 인터넷을 지배하고 있습니다. 온라인편집기자의 신음도 깊어지고 있습니다.
기사의 본질이 아닌 곁가지에서 뽑아낸 제목, 수수께끼 같은 제목 때문에 기사의 맥락을 파악하는데 방해가 된다는 불만이 터져 나온 지 오래입니다. 네티즌들의 질타와 분노가 어느덧 체념과 포기의 단계로 진입한 듯합니 다. 과도한 트래픽경쟁 때문에 제 역할을 못하게 된 온라인편집기자들의 존재감은 갈수록 쪼그라들고 있습니다. 현실은 이렇듯 엄중합니다.
해결책은 우리 안에 있습니다. 그 출발점은 한동안 잠들어 있던 저널리스트로서의 야성을 깨우고 자존감을 회복하는 것입니다. 톱으로 올릴 기사를 찾기 위해 눈에 불을 켜고 치열한 고민을 해야 합니다. 클릭파이팅이 아니라 이슈파이팅에 나서야 합니다.
언론사닷컴은 편집기자가 온라인의 특성도 살리면서 언론의 본령을 지킬 수 있도록 지원해야 합니다. 트 래픽을 쥐어짜서 광고매출을 올리는 방법 대신 매체의 신뢰도를 높여 방문자를 늘리고 다시 매출의 증대로 연결시키는 접근방식을 고민해볼 시점입니다. 이것이 닷컴사도 살리고 온라인저널리즘도 살리고 편집기자도 살리는 길 입니다.
오늘 우리는 클릭저널리즘과의 작별 을 선언합니다. 한국형 온라인저널리즘을 실험하고 모색하는 대장정에 협회보가 든든한 안내자가 될 것을 약속드립니다.
발행인ㆍ편집인 최락선 (사)한국온라인편집기자협회 회장

## 조직
온라인뉴스 전문가 그룹을 표방하는 협회는 산하에 뉴스효과측정연구소를 두고 뉴스측정과 데이터에  기반한 저널리즘을 연구하고 있다. 최고의사결정기구인 총회와 회장, 부회장, 감사 등을 두고 있다. 종합일간지 온라인뉴스룸 편집부 기자들을 중심으로 회원수는 50여명에 이른다.

## 연혁
- 2017년 11월 제6회 한국온라인저널리즘어워드 개최 예정

- 2016년
  - 11월 제5회 한국온라인저널리즘어워드 개최
  - 5월 편집기자를 위한 구글애널리틱스 과정 진행
- 2015년
  - 12월 제4회 한국온라인저널리즘어워드 개최
- 2014년
  - 11월 제3회 한국온라인저널리즘어워드 개최

- 2013년
  - 5월 4차 온라인편집포럼(모바일시대와 온라인편집, 언론재단후원)
  - 9월 온라인편집기자 역량강화 교육(언론재단 공동진행)
  - 11월 제2회 한국온라인저널리즘 어워드 개최

- 2012년
  - 11월 21일 제1회 한국온라인저널리즘어워드 개최
  - 3월 14일 3차 온라인편집포럼(온라인뉴스룸의 미래, 삼성언론재단 후원)

- 2011년
  - 12월 품격있는 온라인 제목달기(언론재단 후원)
  - 11월 2차 온라인편집포럼(격변하는 소셜미디어, 삼성언론재단 후원)
  - 11월 협회보 2호 발행
  - 8월 1차 온라인편집포럼 개최(온라인 제목달기의 이해, 삼성언론재단 후원)
  - 8월 온라인편집기자협회보 창간호 발행
  - 6월 협회 사무실 마포 삼창프라자에 설치
  - 4월  인편협을 사단법인 한국온라인편집기자협회로 전환

- 2010년 10월 ‘융합미디어 콘텐트 생산을 위한 저널리스트 연수’ 중앙일보와 진행

- 2009년 4월 인터넷편집자협회 창립